# Call of Duty: Modern Warfare (datorspel, 2019)
Call of Duty: Modern Warfare är ett Förstapersonsskjutarspel utvecklad av Infinity Ward och utgiven av Activision. Det är sextonde spelet i Call of Duty-seriens som är en "soft-reboot" av Modern Warfare-serien. 
Spelet utspelas i en realistisk och modern tidsperiod baserade på nutida händelser. Det är första gången i spelseriens historia som man använder crossplay på olika format, Activision bekräftade även att spelets innehåll efter lanseringen kommer att vara gratis för alla spelare. Spelet möttes av stark kritik för att visa historiskt revisionistiska och politiska vinklingar för att demonisera olika länder, främst Ryssland och Syriens regering.

## Handling
Modern Warfare utspelas i en miljö som är tung, orolig och realistisk, med känslosamma ögonblick och kan jämföras med temaelementen från uppdraget "No Russian" i Call of Duty: Modern Warfare 2.

## Produktion
Spelet är utvecklat av Infinity Ward. Följt av Infinite Warfare från 2016 fortsätter man med traditionen av "treårig utvecklingscykel" av spelserien. Beenox och Raven Software deltog i utvecklingen. Spelet använder en ny spelmotor med mer detaljer på miljöerna, avancerad fotogrammetrisk, renderande, volymetrisk belysning och strålföljning används. 30 maj  visades spelets officiella trailer och lanseringsdatumet blev officiellt. Regissören Taylor Kurosaki berättade att Captain Price kommer att medverka "i händelser från tidigare tidlinje av Modern Warfare som inte har inträffat".

## Mottagande
Call of Duty: Modern Warfare mottogs främst med positiv kritik av spelrecensenterna enligt webbplatsen Metacritic. Spelet blev dock kritiserad av spelare för att ansågs vara russofobikt.